# Petit Bleu de Gascogne
Der Petit bleu de Gascogne  ist eine von der FCI anerkannte französische Hunderasse (FCI-Gruppe 6, Sektion 1.2, Standard Nr. 31).

## Herkunft und Geschichtliches
Herkunft dürfte ähnlich sein wie der Grand Bleu de Gascogne. Jahrelang galt er als ausgestorben. Französische Züchter begannen Mitte des 20. Jahrhunderts, die alte Rasse wieder zu rekonstruieren.

## Beschreibung
Der Petit Bleu de Gascogne wird bis 58 cm groß und 26 kg schwer. Grobes, reichliches, nicht zu kurzes Haar kennzeichnen ihn in den Farben schwarze Tüpfelung auf weißem Grund. Die Hunde wirken dadurch von Weitem grau bis dunkelgrau. Ihre Ohren sind mittelgroß und hängend.

## Verwendung
Meutehund, Jagdhund